# Borysławice
Borysławice – wieś w Polsce położona w województwie łódzkim, w powiecie sieradzkim, w gminie Błaszki.
Za II RP i w PRL miejscowość była siedzibą gminy Błaszki. W latach 1954–1972 wieś należała i była siedzibą władz gromady Borysławice. W latach 1975–1998 miejscowość administracyjnie należała do województwa sieradzkiego.

## Historia
Wspomniana po raz pierwszy w 1399 r. Pochodzą stąd Borysławscy h. Szreniawa. Wieś należała do majętności Błaszkowskich, które już w XVII w. znalazły się w posiadaniu Lipskich h. Grabie. Ostatni z rodu Lipskich – gen. Józef Lipski zmarł w 1817 r., a jego majątek podzielony został między sukcesorów i podupadł. W 1848 r. drogą licytacji Borysławice przeszły w ręce Mateusza Arnolda, potem jego spadkobierców. Ostatnim właścicielem wsi był Jan Arnold. Po II wojnie światowej majątek objęty został reformą rolną.
1 stycznia 1926 część Borysławic (osady 41, 43, 44 i 47) włączono do Błaszek.

## Zabytki
- dwór z poł. XIX w.

## Osoby związane z Borysłowicami
W Borysławicach urodzili się:
- Ludomir Choynowski, działacz społeczny, weteran powstania styczniowego
- Kornel Wesołowski, profesor, metalurg, organizator Wojskowej Akademii Technicznej
- Włodzimierz Wesołowski, profesor, socjolog